# Bromley (Kentucky)
Bromley è un comune degli Stati Uniti d'America, situato nello Stato del Kentucky, nella Contea di Kenton.